# EuroBrun ER189

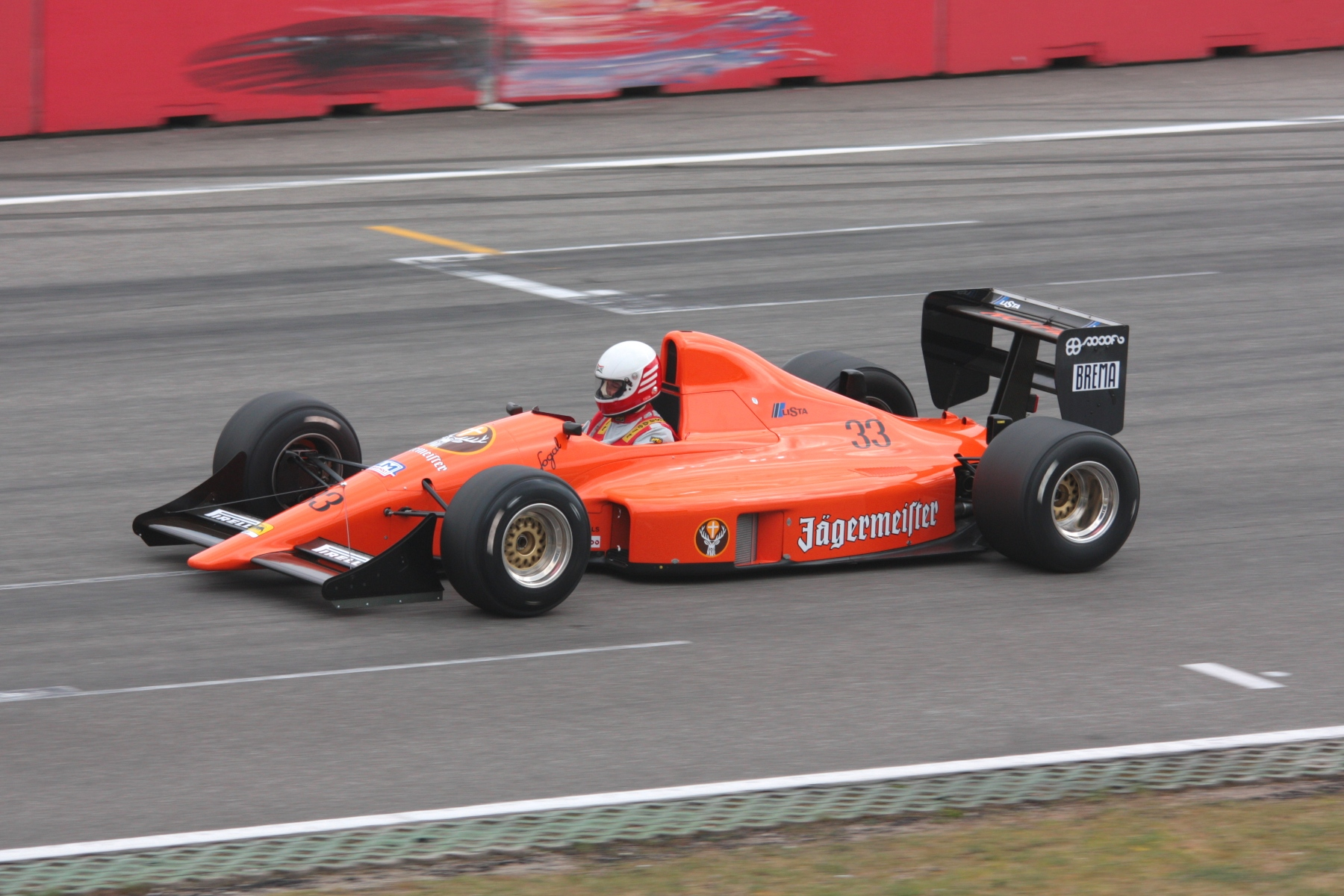
EuroBrun ER189 in der Lackierung des Sponsors Jägermeister aus dem Sommer 1989.

Der EuroBrun ER189 war der zweite Formel-1-Rennwagen des italienischen Teams EuroBrun Racing. Der Wagen wurde in der Formel-1-Weltmeisterschaft 1989 zu sieben Weltmeisterschaftsläufen gemeldet. Im Folgejahr erschien er, ohne wesentliche Veränderungen erfahren zu haben, zu 14 Rennen unter der Bezeichnung EuroBrun ER189B. Beide Versionen des ER189 waren erfolglose Rennwagen. Bei insgesamt 21 Versuchen in eineinhalb Jahren gelangen dem Team nur zwei Qualifikationen; in einem der Rennen kam ein EuroBrun-Fahrer ins Ziel.

## Hintergrund
EuroBruns Teamchef Walter Brun hatte nach einem erfolglosen ersten Jahr anfänglich geplant, die Saison 1989 mit einem neuen Auto zu beginnen, das in Kooperation mit dem vorübergehend in seinem Besitz befindlichen Team Brabham entwickelt werden sollte. Da das Reglement allerdings von jedem Team verlangte, ein eigenes Auto zu konstruieren, ließen sich die gewünschten Synergieeffekte nicht realisieren. Daher musste Brun Ende 1988 die Konstruktion eines eigenen Wagens in Auftrag geben. Anders als im Vorjahr, sollte das Auto von britischen Spezialisten in Großbritannien entwickelt werden. Brun gründete zu diesem Zweck das Unternehmen Brun Technics in Bicester. Leitender Ingenieur wurde dort George Ryton, der im Januar 1989 mit der Konstruktion des neuen EuroBrun begann. Wegen finanzieller Schwierigkeiten des Teams verzögerte sich die Fertigstellung des Autos bis zum Sommer 1989. Die ersten Rennen des Jahres bestritt EuroBrun daher mit dem Übergangsmodell EuroBrun ER188B.

## Formel-1-Saison 1989: EuroBrun ER189

### Technik
Der EuroBrun ER189 wurde von George Ryton und dem ehemaligen Coloni-Techniker Roberto Ori konstruiert. Er war ein einfaches Auto ohne herausragende Merkmale. Im Gegensatz zum voluminösen, auf das Jahr 1984 zurückgehenden Vorgänger war das Monocoque sehr knapp geschnitten; Claudio Langes, einer Fahrer der Saison 1990, hatte regelmäßig Schwierigkeiten, hinreichend Platz im engen Auto zu finden. Die Linien waren fließend. Die Motorabdeckung hatte nun eine funktionierende Airbox und fiel nach hinten langsam ab. Die Seitenkästen waren sehr niedrig. Die Aufhängung bestand aus doppelten Querlenkern mit Schubstreben. Die Aufhängung erwies sich als problematisch; daher ersetzte sie das Team im Spätsommer 1989 durch die alte Aufhängung aus dem ER188B.
Als Antrieb diente wie schon im ER188B ein Judd-Achtzylinder vom Typ CV, dessen Leistung mit etwa 600 PS annähernd auf dem Niveau des Cosworth DFR-Motors lag.
1989 existierte nur ein Fahrzeug vom Typ ER189B; Ersatzwagen war in dieser Zeit der ER188B.

### Renneinsätze
Der ER189 wurde 1989 zu sieben Weltmeisterschaftsläufen eingesetzt, beginnend mit dem Großen Preis von Deutschland. Er fiel durch seine orangefarbene Lackierung auf, die auf den Sponsor Jägermeister zurückzuführen war. Sein Fahrer war anfänglich Gregor Foitek; später wurde der Schweizer durch Oscar Larrauri ersetzt. Sowohl Foitek als auch Larrauri scheiterten 1989 regelmäßig an der Vorqualifikation.
Als sich der ER189 in seiner ursprünglichen Form nach zwei Großen Preisen als nicht renntauglich erwies, zog Brun das Auto vorläufig zurück, um Modifikationen vornehmen zu lassen, zu denen die Installation der Hinterachse des alten Autos  gehörte. Beim Großen Preis von Belgien meldete das Team daher noch einmal den ER188B.

## Formel-1-Saison 1990: EuroBrun ER189B

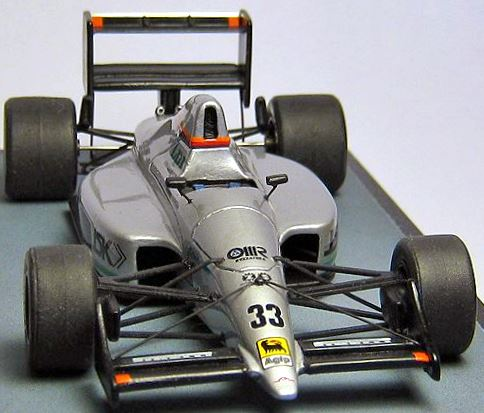
EuroBrun ER 189B

Für die Saison 1990 sollte der ER189 anfänglich nur als Übergangsmodell dienen. Walter Brun beabsichtigte, mit Hilfe von Sponsorgeldern aus den Vereinigten Arabischen Emiraten ein ganz neues Auto mit dem Namen ER190 zu konstruieren, das exklusiv einen in Österreich entwickelten Zwölfzylindermotor vom Neotech einsetzen sollte. Das Projekt scheiterte allerdings im Frühjahr 1990, als die erhofften Sponsorgelder ausblieben.

### Technik und Besonderheiten
Das 1989 hergestellte Exemplar des ER189B wurde in der Saison 1990 weiter verwendet. Daneben baute das Team im Winter 1989/90 ein zweites Exemplar auf, das konzeptionell dem ersten Wagen entsprach. Auch 1990 wurden die Autos von dem Judd CV-Motor angetrieben. Die Vorbereitung der Triebwerke, die inzwischen ihre dritte Saison bestritten, erfolgte in der Schweiz.
Im Laufe des Frühjahrs wurden nur geringfügige Modifikationen durchgeführt. Die einzige tiefgreifende Änderung war die Umrüstung eines der beiden Autos auf einen einzelnen Stoßdämpfer vorn (Monoshock), die anlässlich des Großen Preises von Frankreich durchgeführt wurde. Mit dieser Entwicklung folgte das Team dem vom erfolgreichen Tyrrell 019 gesetzten Trend. Der Monoshock-Dämpfer führte allerdings zu keiner Verbesserung des Fahrverhaltens, sodass das Team sein Hauptaugenmerk bald wieder auf den zweiten Wagen legte, der über herkömmliche Doppelstoßdämpfer verfügte. Der Monoshock-ER189B wurde in den letzten Rennen des Jahres zumeist Claudio Langes, dem weniger erfolgreichen Fahrer des Teams, überlassen.
Hinsichtlich der Nomenklatur des Autos bestehen Unsicherheiten. Einige Quellen bezeichnen alle 1990 eingesetzten Wagen durchgängig als EuroBrun ER189B, andere dagegen führen die Bezeichnung ER189B erst ab dem dritten Rennen der Saison und verzichten für die ersten beiden Rennen auf den Zusatz „B“.

### Renneinsätze
Der EuroBrun ER189B wurde 1990 in zwei Exemplaren bei 14 Rennen eingesetzt. Fahrer waren Roberto Moreno und Claudio Langes. Letzterer hielt das Team durch seine Sponsorgelder am Leben, stand aber im Schatten Morenos, auf dessen Einsatz sich das Team konzentrierte.
Langes scheiterte vierzehnmal in Folge an der Vorqualifikation, Moreno konnte sich zweimal für die Rennteilnahme qualifizieren. Herausragend war das erste Rennen des Jahres, der Große Preis der USA in Phoenix: Hier fuhr Moreno mit deutlichem Abstand die schnellste Zeit der Vorqualifikation und war im Samstagstraining bei Regen der Zweitschnellste im Hauptfeld. Im Ergebnis erreichte er in der Startaufstellung die Position 16, die beste in der Geschichte des Teams. Das Rennen beendete Moreno auf Platz 13. Beim Großen Preis von San Marino konnte sich Moreno noch einmal für Startplatz 24 qualifizieren; im Rennen schied er aber bereits in der ersten Runde wegen Motorschadens aus. In den verbleibenden Rennen gelang Moreno keine weitere Qualifikation mehr. Das Team fiel zunehmend ab. Angesichts mangelnder Testfahrten konnte keine konkurrenzfähige Abstimmung entwickelt werden; die Fahrer beschrieben das Fahrverhalten des Autos wiederholt als „Katastrophe“.
Nach dem letzten europäischen Rennen des Jahres stellte EuroBrun den Rennbetrieb ein.

## Übersicht: Rennergebnisse
| Fahrer               | Nr.                  | 1 | 2 | 3 | 4 | 5 | 6 | 7 | 8 | 9    | 10   | 11 | 12   | 13   | 14   | 15   | 16   | Punkte | Rang |
| -------------------- | -------------------- | - | - | - | - | - | - | - | - | ---- | ---- | -- | ---- | ---- | ---- | ---- | ---- | ------ | ---- |
| Formel-1-Saison 1989 | Formel-1-Saison 1989 |   |   |   |   |   |   |   |   |      |      |    |      |      |      |      |      | 0      | −    |
| Gregor Foitek        | 33                   |   |   |   |   |   |   |   |   | DNPQ | DNPQ |    |      |      |      |      |      | 0      | −    |
| Oscar Larrauri       | 33                   |   |   |   |   |   |   |   |   |      |      |    | DNPQ | DNPQ | DNPQ | DNPQ | DNPQ | 0      | −    |

| Fahrer               | Nr.                  | 1    | 2    | 3    | 4    | 5    | 6    | 7    | 8    | 9    | 10   | 11   | 12   | 13   | 14   | 15 | 16 | Punkte | Rang |
| -------------------- | -------------------- | ---- | ---- | ---- | ---- | ---- | ---- | ---- | ---- | ---- | ---- | ---- | ---- | ---- | ---- | -- | -- | ------ | ---- |
| Formel-1-Saison 1990 | Formel-1-Saison 1990 |      |      |      |      |      |      |      |      |      |      |      |      |      |      |    |    | 0      | −    |
| Roberto Moreno       | 33                   | 13   | DNPQ | DNF  | DNQ  | DNQ  | DSQ  | DNPQ | DNPQ | DNPQ | DNPQ | DNPQ | DNPQ | DNPQ | DNPQ |    |    | 0      | −    |
| Claudio Langes       | 34                   | DNPQ | DNPQ | DNPQ | DNPQ | DNPQ | DNPQ | DNPQ | DNPQ | DNPQ | DNPQ | DNPQ | DNPQ | DNPQ | DNPQ |    |    | 0      | −    |

| Legende  | Legende            | Legende                                                          |
| Farbe    | Abkürzung          | Bedeutung                                                        |
| -------- | ------------------ | ---------------------------------------------------------------- |
| Gold     | –                  | Sieg                                                             |
| Silber   | –                  | 2. Platz                                                         |
| Bronze   | –                  | 3. Platz                                                         |
| Grün     | –                  | Platzierung in den Punkten                                       |
| Blau     | –                  | Klassifiziert außerhalb der Punkteränge                          |
| Violett  | DNF                | Rennen nicht beendet (did not finish)                            |
| Violett  | NC                 | nicht klassifiziert (not classified)                             |
| Rot      | DNQ                | nicht qualifiziert (did not qualify)                             |
| Rot      | DNPQ               | in Vorqualifikation gescheitert (did not pre-qualify)            |
| Schwarz  | DSQ                | disqualifiziert (disqualified)                                   |
| Weiß     | DNS                | nicht am Start (did not start)                                   |
| Weiß     | WD                 | zurückgezogen (withdrawn)                                        |
| Hellblau | PO                 | nur am Training teilgenommen (practiced only)                    |
| Hellblau | TD                 | Freitags-Testfahrer (test driver)                                |
| ohne     | DNP                | nicht am Training teilgenommen (did not practice)                |
| ohne     | INJ                | verletzt oder krank (injured)                                    |
| ohne     | EX                 | ausgeschlossen (excluded)                                        |
| ohne     | DNA                | nicht erschienen (did not arrive)                                |
| ohne     | C                  | Rennen abgesagt (cancelled)                                      |
| ohne     | keine WM-Teilnahme |                                                                  |
| sonstige | P/fett             | Pole-Position                                                    |
| sonstige | 1/2/3/4/5/6/7/8    | Punktplatzierung im Sprint-/Qualifikationsrennen                 |
| sonstige | SR/kursiv          | Schnellste Rennrunde                                             |
| sonstige | *                  | nicht im Ziel, aufgrund der zurückgelegten Distanz aber gewertet |
| sonstige | ()                 | Streichresultate                                                 |
| sonstige | unterstrichen      | Führender in der Gesamtwertung                                   |